# El Conejo, delstaten Mexiko
El Conejo, även Conejo Viejo, är en ort i Mexiko, tillhörande kommunen Amatepec i den sydvästra delen av delstaten Mexiko, i den centrala delen av landet. Orten hade 165 invånare vid folkräkningen 2010.